# Tessa Virtueová

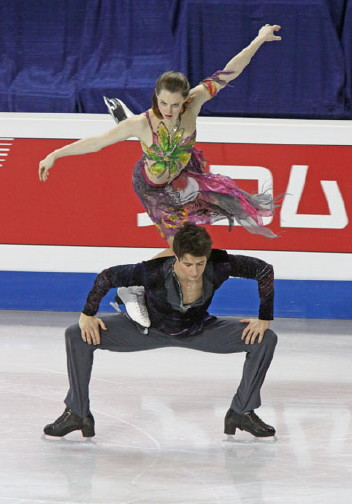
Virtueová a Moir během programu Dark Side of the Moon na Mistrovství čtyř kontinentů 2009.

Tessa Virtueová (* 17. května 1989, London, Ontario) je kanadská krasobruslařka soutěžící v kategorii tanečních párů. Jejím partnerem je Scott Moir. Je olympijskou vítězkou ze Zimních olympijských her 2010 ve Vancouveru, dvojnásobnou mistryní světa pro roky 2010 a 2012, stříbrnou medailistkou z Mistrovství světa v krasobruslení 2008, Zimních olympijských her v Soči 2014, vítězkou Mistrovství čtyř kontinentů pro rok 2008, juniorskou mistryní světa 2006 a mistryní Kanady v letech 2008–2010.
Společně s Moirem se stali prvním tanečním párem vůbec, který získal známku 10,0 bodů v rámci nové klasifikace hodnocení ISU.

## Osobní život
Narodila se v ontarijské obci London. Je nejmladší ze čtyř sourozenců. Trénuje v michiganském Cantonu a žije tamtéž v Ann Arbor. Vystudovala střední školu Holy Names High School ve Windsoru. Ve studiích pokračuje oborem psychologie na tamní University of Windsor.
Společnou taneční dvojici s Moirem vytvořila již v žákovské kategorii v roce 1997.
Jejím přítelem je hokejový obránce Morgan Rielly.

## Hudba k programům
| Sezóna    | Originální tanec                                                                                  | Volný tanec | Exhibice                                                                                              |
| --------- | ------------------------------------------------------------------------------------------------- | --- | --- |
| 2009–2010 | Farrucas skladatel Pepe Romero                                                                    | Symfonie č. 5 skladatel Gustav Mahler aranžmá Ryner Stoetzer                                                     | Everybody Dance Now skladatel C & C Music Factory Jack and Diane skladatel John Mellencamp            |
| 2008–2009 | Won't You Charleston with Me? skladatelé The Boyfriend                                            | The Great Gig in the Sky Money provedení Pink Floyd                                                              | Jack and Diane skladatel John Mellencamp                                                              |
| 2007–2008 | Dark Eyes ruská lidová                                                                            | Umbrellas of Cherbourg provedení Michel Legrand                                                                  | I Could Have Danced All Night provedení Jamie Cullum Dare You To Move provedení Switchfoot            |
| 2006–2007 | Assassination Tango Building the Bullet skladatel Luis Bacalov                                    | Valse Triste skladatel Jean Sibelius                                                                             | Black Magic Woman provedení Santana Tennessee Waltz skladatelé Holly Cole Trio                        |
| 2005–2006 | Beautiful Maria skladatel The Mambo Kings Do You Only Wanna Dance skladatel Julio Daviel Big Band | Malaguena skladatel Raul Di Blasio                                                                               | No Me Ames interpreti Jennifer Lopez & Marc Anthony Everybody Dance Now skladatel C & C Music Factory |
| 2004–2005 | Call Me Irresponsible skladatel Bobby Darrin Puttin On The Ritz                                   | Adios Nonino skladatel Astor Piazzolla                                                                           | Everybody Dance Now skladatel C & C Music Factory                                                     |
| 2003–2004 | Tears On My Pillow skladatel Little Anthony Tutti Frutti skladatel Little Richard                 | Ruská směs skladatel Johann Christian Bach                                                                       | Tears On My Pillow by Little Anthony Tutti Frutti skladatel Little Richard                            |
| 2002–2003 | Les Poissons Concerto Sopra Motivi dell'Opera skladatel Johann Christian Bach                     | Magaienha skladatel Sergio Mendes Eres Todo En Mi skladatelka Ana Gabriel Tres Deseos interpretka Gloria Estefan | |

## Statistika výsledků
(společně s partnerem Moirem)

### Od roku 2006

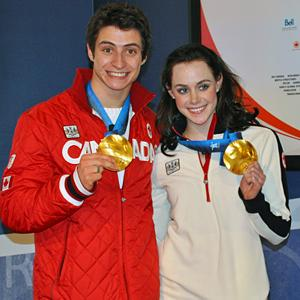
Olympijští vítězové ze ZOH 2010 ve Vancouveru.

| Událost                     | 2006–2007 | 2007–2008 | 2008–2009 | 2009–2010 |
| --------------------------- | --------- | --------- | --------- | --------- |
| Olympijské hry              |           |           |           | 1.        |
| Mistrovství světa           | 6.        | 2.        | 3.        | 1.        |
| Mistrovství čtyř kontinentů | 3.        | 1.        | 2.        |           |
| Mistrovství Kanady          | 2.        | 1.        | 1.        | 1.        |
| Finále Grand Prix           |           | 4.        |           | 2.        |
| Kanadská brusle             | 2.        | 1.        |           | 1.        |
| Trophee Eric Bompard        | 4.        |           |           | 1.        |
| NHK Trophy                  |           | 2.        |           |           |

### Před rokem 2006
| Událost                          | 2001–2002 | 2002–2003 | 2003–2004 | 2004–2005 | 2005–2006 |
| -------------------------------- | --------- | --------- | --------- | --------- | --------- |
| Mistrovství čtyř kontinentů      |           |           |           |           | 3.        |
| Mistrovství světa juniorů        |           |           | 11.       | 2.        | 1.        |
| Mistrovství Kanady               | 3. N.     | 7. J.     | 1. J.     | 4.        | 3.        |
| Juniorská Grand Prix, Finále     |           |           |           | 2.        | 1.        |
| Juniorská Grand Prix, Kanada     |           |           |           |           | 1.        |
| Juniorská Grand Prix, Andorra    |           |           |           |           | 1.        |
| Juniorská Grand Prix, Čína       |           |           |           | 1.        |           |
| Juniorská Grand Prix, Francie    |           |           |           | 2.        |           |
| Juniorská Grand Prix, Chorvatsko |           |           | 4.        |           |           |
| Juniorská Grand Prix, Slovensko  |           |           | 6.        |           |           |
| NACS Thornhill                   |           |           | 1. J.     |           |           |
| Western Ontario Sectionals       |           | 1. J.     | 1. J.     | 1.        |           |

*N – úroveň začátečníků ; J – juniorská úroveň